# Unione Sportiva Alessandria Calcio 1912 2017-2018
Questa voce raccoglie le informazioni riguardanti l'Unione Sportiva Alessandria Calcio 1912 nelle competizioni ufficiali della stagione 2017-2018.

## Stagione
Il torneo 2017-2018 costituisce per l'Alessandria la 31ª partecipazione alla terza serie del Campionato italiano di calcio. Allenati da Cristian Stellini i grigi non partono bene in campionato nel girone A, il 20 novembre dopo la sconfitta (1-3) con la Viterbese, il tecnico viene sostituito da Michele Marcolini, con lui al timone il girone di andata si chiude con 21 punti, appena sopra la zona Play-out. Poi inizia la riscossa dell'Alessandria che nel girone di ritorno fa meglio di tutti ottenendo 35 punti. Arriva appena dietro le toscane, il Livorno ritorna in Serie B con 68 punti. L'Alessandria è sesta e guadagna i Play-off, partendo dalla fase nazionale. Incrocia i Leoni del Garda della Feralpisalò, a Salò vince l'Alessandria (2-3), quando il turno sembra superato, arriva quello che non ti aspetti, nel ritorno i verdeblù gardesani vincono (1-3) al Moccagatta, chiudendo così la stagione dei piemontesi. Stagione che era iniziata con la Coppa Italia Tim Cup dove nel primo turno i grigi hanno superato (2-3) il Cosenza, dopo i tempi supplementari, poi nel secondo turno sono usciti sconfitti (2-1) dalla Salernitana. Il capolavoro è arrivato nella Coppa Italia di Serie C vinta dall'Alessandria per la seconda volta, era già accaduto nella prima edizione del Trofeo nel 1972-1973. Nell'ordine ha eliminato nei sedicesimi (0-4) il Piacenza, negli ottavi (5-4) dopo i rigori l'Albinoleffe, nei quarti (1-0) il Renate, in semifinale il Pontedera ed in finale la Viterbese, alzando al cielo la Coppa il 25 aprile 2018.

## Divise e sponsor
Il fornitore ufficiale di materiale tecnico per la stagione 2017-2018 è Erreà mentre lo sponsor di maglia è GLS Corriere Espresso.
| 1ª divisa | 2ª divisa |

## Organigramma societario
Tratto dal sito ufficiale
Area direttiva
- Presidente: Luca Di Masi

Area organizzativa
- Segretario generale e delegato alla sicurezza: Stefano Toti
- Team manager: Filippo Giordanengo
- Segreteria amministrativa: Cristina Bortolini e Federica Rosina
- Addetto all'arbitro: Emiliano Gallione
- Responsabile rapporti con la tifoseria: Mario Di Cianni

Area comunicazione
- Responsabile: Gigi Poggio
- Ufficio stampa: Michela Amisano, Mauro Risciglione e Tino Pastorino
- Speaker stadio: Federico “Feo” Mazzarello

Area marketing
- Direttore commerciale: Luca Borio
- Addetto commerciale: Federico Vaio

Area tecnica
- Direttore sportivo: Pasquale Sensibile, dal 21 novembre Massimo Cerri
- Vicedirettore sportivo: Massimo Cerri (fino al 20 novembre)
- Responsabile area scouting:: Giuseppe Bugatti
- Collaboratore direttore sportivo: Alessandro Soldati
- Allenatore: Cristian Stellini, dal 21 novembre Michele Marcolini
- Allenatore in seconda: Stefano Bettella, dal 21 novembre Giacomo Venturi
- Preparatore atletico: Stefano Bruno, dal 21 novembre Andrea Bocchio
- Preparatore dei portieri: Andrea Servili
- Recupero infortuni: Andrea Bocchio
- Collaboratore prima squadra: Andrea De Donatis (dal 21 novembre)
- Match analyst: Matteo Cocco (fino al 20 novembre)
- Magazziniere: Franco De Giorgio

Area sanitaria
- Responsabile: Dr. Marco Salvucci
- Medico sociale: Dr. Paolo Gentili
- Massofisioterapisti: Giuseppe Ciclista e Andrea Orvieto
- Osteopata: Jacopo Capocchiano

## Rosa
Aggiornata al 31 gennaio 2018.
| N. |                    | Ruolo | Calciatore                  |
| -- | ------------------ | ----- | --------------------------- |
| 1  | Italia (bandiera)  | P     | Gianmarco Vannucchi         |
| 2  | Croazia (bandiera) | D     | Vedran Celjak               |
| 3  | Italia (bandiera)  | D     | Andrea Pastore              |
| 4  | Italia (bandiera)  | C     | Riccardo Cazzola (capitano) |
| 5  | Italia (bandiera)  | C     | Roberto Ranieri             |
| 6  | Italia (bandiera)  | D     | Giacomo Sciacca             |
| 7  | Italia (bandiera)  | C     | Alessio Sestu               |
| 8  | Italia (bandiera)  | C     | Gianluca Nicco              |
| 9  | Italia (bandiera)  | A     | Michele Marconi             |
| 10 | Italia (bandiera)  | C     | Nicola Bellomo              |
| 11 | Italia (bandiera)  | A     | Manuel Fischnaller          |
| 12 | Romania (bandiera) | P     | Ionuț Pop                   |
| 13 | Italia (bandiera)  | D     | Felice Piccolo              |
| 14 | Italia (bandiera)  | D     | Antonio Giosa               |
| 15 | Albania (bandiera) | C     | Kleto Gjura                 |
| 16 | Italia (bandiera)  | D     | Matteo Fissore              |

| N. |                      | Ruolo | Calciatore                     |
| -- | -------------------- | ----- | ------------------------------ |
| 18 | Argentina (bandiera) | A     | Pablo González (vice capitano) |
| 20 | Italia (bandiera)    | C     | Simone Russini                 |
| 21 | Italia (bandiera)    | D     | Simone Gozzi                   |
| 21 | Italia (bandiera)    | A     | Tommaso Bellazzini             |
| 22 | Italia (bandiera)    | P     | Michael Agazzi                 |
| 23 | Italia (bandiera)    | C     | Simone Branca                  |
| 23 | Italia (bandiera)    | A     | Matteo Chinellato              |
| 24 | Italia (bandiera)    | C     | Alessandro Gazzi               |
| 26 | Italia (bandiera)    | C     | Emanuele Gatto                 |
| 27 | Italia (bandiera)    | A     | Cristian Bunino                |
| 29 | Italia (bandiera)    | P     | Samuele Gjoni                  |
| 30 | Italia (bandiera)    | C     | Matteo Rossetti                |
| 30 | Italia (bandiera)    | D     | Leonardo Blanchard             |
| 32 | Argentina (bandiera) | D     | Tiago Casasola                 |
| 33 | Italia (bandiera)    | D     | Luca Barlocco                  |

## Calciomercato

### Sessione invernale(dal 3/1 al 31/1)
| Acquisti | Acquisti           | Acquisti    | Acquisti                                          |
| R.       | Nome               | da          | Modalità                                          |
| -------- | ------------------ | ----------- | ------------------------------------------------- |
| D        | Luca Barlocco      | Juventus    | prestito                                          |
| D        | Leonardo Blanchard | Carpi       | prestito                                          |
| D        | Dragan Lovric      | Catania     | prestito con diritto di riscatto                  |
| C        | Tommaso Bellazzini | Rezzato     | definitivo                                        |
| C        | Emanuele Gatto     | Chievo      | definitivo                                        |
| A        | Sofiane Ahmed-Kadi | Salernitana | prestito con diritto di riscatto e controriscatto |
| A        | Matteo Chinellato  | Padova      | prestito con diritto di riscatto                  |

| Cessioni | Cessioni        | Cessioni       | Cessioni                         |
| R.       | Nome            | a              | Modalità                         |
| -------- | --------------- | -------------- | -------------------------------- |
| D        | Tiago Casasola  | Salernitana    | definitivo                       |
| D        | Simone Gozzi    | Pro Vercelli   | prestito con obbligo di riscatto |
| C        | Nicola Bellomo  | Sambenedettese | definitivo                       |
| C        | Simone Branca   | Vejle          | definitivo                       |
| C        | Matteo Rossetti | Torino         | fine prestito                    |

## Risultati

### Coppa Italia Serie C

#### Fase a eliminazione diretta
| Arbitro: | Santoro (Messina) |

|  |           |                                                   |
|  | Marcatori | 25’ Fischnaller 34’ Russini 75’ Pastore 81’ Nicco |

| Arbitro: | Pasciuta (Agrigento) |

|                                             |                      |                                               |
| Casasola 78’ González 80’                   | Marcatori            | 62’ Montella 90+3’ Colombi                    |
| González Fischnaller Casasola Giosa Marconi | Tiri di rigore 5 – 4 | Colombi Ravasio Pellicanò Mondonico Giorgione |

| Arbitro: | Zanonato (Vicenza) |

|                 |           |  |
| Fischnaller 15’ | Marcatori |  |

| Alessandria 21 febbraio 2018, ore 19:30 CET Semifinale - Andata | Alessandria     | 0 – 0 referto | Pontedera | Stadio Giuseppe Moccagatta (1.108 spett.)\| Arbitro: \| Viotti (Tivoli) \| |
| Arbitro:                                                        | Viotti (Tivoli) |               |           |                                                                            |

| Arbitro: | Robilotta (Sala Consilina) |

|                         |                      |                              |
| Caponi Rossini Pinzauti | Tiri di rigore 0 – 3 | Gonzalez Piccolo Fischnaller |

| Arbitro: | Amabile (Vicenza) |

|  |           |             |
|  | Marcatori | 40’ Marconi |

| Arbitro: | Volpi (Arezzo) |

|                              |           |                    |
| Marconi 13’, 16’ (rig.), 34’ | Marcatori | 11’ Di Paolantonio |

### Serie C Girone A

#### Girone di andata
| Arbitro: | Zanonato (Vicenza) |

|             |           |              |
| Pesenti 62’ | Marcatori | 87’ Gonzàlez |

| , ore CEST 2ª giornata |  | – Turno di riposo Alessandria |  |  |

| Arbitro: | Tursi (San Giovanni Valdarno) |

|           |           |                 |
| Barba 30’ | Marcatori | 83’ Fischnaller |

| Arbitro: | Sozza (Seregno) |

|  |           |                                          |
|  | Marcatori | 19’ Maiorino 41’, 46’ (rig.) Vantaggiato |

| Siena 24 settembre 2017, ore 16:30 CEST 5ª giornata | Siena                  | 0 – 0 referto | Alessandria | Stadio Artemio Franchi (2.700 spett.)\| Arbitro: \| Marchetti (Ostia Lido) \| |
| Arbitro:                                            | Marchetti (Ostia Lido) |               |             |                                                                               |

| Arbitro: | Maggioni (Lecco) |

|  |           |              |
|  | Marcatori | 74’ Di Nardo |

| Arbitro: | Viotti (Tivoli) |

|             |           |              |
| Giudici 29’ | Marcatori | 41’ Casasola |

| Arbitro: | De Angeli (Abbiategrasso) |

|                    |           |  |
| Marconi 94’ (Rig.) | Marcatori |  |

| Arzachena 15 ottobre 2017, ore 14:30 CEST 9ª giornata | Arzachena        | 0 – 0 referto | Alessandria | Stadio Biagio Pirina (284 spett.)\| Arbitro: \| Vigile (Cosenza) \| |
| Arbitro:                                              | Vigile (Cosenza) |               |             |                                                                     |

| Arbitro: | Massimi (Termoli) |

|  |           |                         |
|  | Marcatori | 39’ De Vitis 53’ Eusepi |

| Arbitro: | Meleleo (Casarano) |

|                        |           |                          |
| Bruno 15’ F. Perna 69’ | Marcatori | 11’, 79’ (rig.) González |

| Arbitro: | Provesi (Treviglio) |

|                       |           |             |
| Tavano 36’ Biasci 50’ | Marcatori | 16’ Marconi |

| Arbitro: | Cudini (Fermo) |

|                                                          |           |  |
| Casasola 20’ Marconi 36’ González 65’ (Rig.) Sciacca 89’ | Marcatori |  |

| Arbitro: | Lorenzin (Castelfranco Veneto) |

|                        |           |                 |
| Fanucchi 30’ Maini 72’ | Marcatori | 77’ Fischnaller |

| Arbitro: | Garofalo (Torre del Greco) |

|              |           |                                         |
| González 57’ | Marcatori | 6’ Ngissah 26’ Celiento 49’ Cenciarelli |

| Arbitro: | Perotti (Legnano) |

|                             |           |                                     |
| Corazza 64’, 85’ Romero 77’ | Marcatori | 34’ (aut.) T. Morosini 48’ González |

| Arbitro: | D'Ascanio (Ancona) |

|                                     |           |                          |
| Marconi 39’, 65’ (rig.) Cazzola 56’ | Marcatori | 19’ Moscati 62’ F. Conti |

| Arbitro: | Rutella (Enna) |

|                                  |           |            |
| Fischnaller 12’, 74’ Fissore 63’ | Marcatori | 51’ Vrioni |

| Arbitro: | Prontera (Bologna) |

|  |           |                       |
|  | Marcatori | 25’ Nicco 46’ Russini |

#### Girone di ritorno
| Arbitro: | Colombo (Como) |

|                                                |           |              |
| Marconi 13’, 16’ (rig.), 50’ Gonzalez 21’, 48’ | Marcatori | 87’ Pinzauti |

| 21ª giornata |  | – Turno di riposo Alessandria |  |  |

| Arbitro: | Curti (Milano) |

|                 |           |  |
| Fischnaller 78’ | Marcatori |  |

| Arbitro: | Valiante (Salerno) |

|  |           |            |
|  | Marcatori | 1’Gonzalez |

| Arbitro: | Nicoletti (Catanzaro) |

|              |           |             |
| Gonzalez 77’ | Marcatori | 3’ Vassallo |

| Arbitro: | Dionisi (L'Aquila) |

|  |           |                              |
|  | Marcatori | 29’ Barlocco 76’ Fischnaller |

| Alessandria 18 febbraio 2018, ore 18:30 CET 26ª giornata | Alessandria      | 0 – 0 referto | Monza | Stadio Giuseppe Moccagatta (2.378 spett.)\| Arbitro: \| D'Apice (Arezzo) \| |
| Arbitro:                                                 | D'Apice (Arezzo) |               |       |                                                                             |

| Arbitro: | Pashuku (Albano Laziale) |

|                           |           |                                      |
| Carletti 28’ Fantacci 83’ | Marcatori | 5’ Piccolo 58’ Nicco 66’ Fischnaller |

| Arbitro: | Pasciuta (Agrigento) |

|            |           |             |
| Gucher 33’ | Marcatori | 95’ Sciacca |

| Arbitro: | De Remigis (Teramo) |

|                        |           |                          |
| Sestu 33’ Gonzalez 33’ | Marcatori | 63’ Chiarello 87’ Capano |

| Arbitro: | Proietti (Terni) |

|                                                                |           |  |
| Fischnaller 18’, 28’, 63’ Chinellato 26’ (rig.) Bellazzini 69’ | Marcatori |  |

| Arbitro: | Fontani (Siena) |

|            |           |                               |
| Cotali 53’ | Marcatori | 42’, 75’ Marconi 63’ Gonzalez |

| Alessandria 29 marzo 2018, ore 18:30 CEST 33ª giornata | Alessandria                | 0 – 0 referto | Lucchese | Stadio Giuseppe Moccagatta (2.300 spett.)\| Arbitro: \| Di Cairano (Ariano Irpino) \| |
| Arbitro:                                               | Di Cairano (Ariano Irpino) |               |          |                                                                                       |

| Alessandria 3 marzo 2018, ore 14:30 CET 28ª giornata | Alessandria                | 0 – 0 referto | Arzachena | Stadio Giuseppe Moccagatta (1 778 spett.)\| Arbitro: \| Cascone (Nocera Inferiore) \| |
| Arbitro:                                             | Cascone (Nocera Inferiore) |               |           |                                                                                       |

| Arbitro: | Marcenaro (Genova) |

|                      |           |           |
| Calderini 45’ (rig.) | Marcatori | 64’ Sestu |

| Arbitro: | De Tullio (Bari) |

|              |           |           |
| Romero 90+4’ | Marcatori | 53’ Gatto |

| Arbitro: | De Angeli (Abbiategrasso) |

|  |           |                |
|  | Marcatori | 60’ Bellazzini |

| Arbitro: | Cudini (Fermo) |

|                                  |           |           |
| F. Ferrari 20’ (rig.) Picchi 67’ | Marcatori | 87’ Gjura |

| Arbitro: | Guarnieri (Empoli) |

|                                       |           |              |
| Nicco 55’ Marconi 69’ Fischnaller 90’ | Marcatori | 41’ Cristini |

### Play-off
| Arbitro: | Cipriani (Empoli) |

|                            |           |                                        |
| Staiti 83’ A. Ferretti 87’ | Marcatori | 7’ Gonzalez 64’ Bellazzini 76’ Marconi |

| Arbitro: | Capone (Palermo) |

|           |           |                                          |
| Sestu 55’ | Marcatori | 17’ Raffaello 43’ Guerra 73’ A. Ferretti |

### Coppa Italia Tim Cup

#### Turni eliminatori
| Arbitro: | Robilotta (Sala Consilina) |

|                                 |           |                                         |
| Fissore 86’ (aut.) Pascali 105’ | Marcatori | 90+1’ Cazzola 108’ Celjak 115’ Casasola |

| Arbitro: | Illuzzi (Molfetta) |

|                          |           |             |
| Bocalon 18’ Sprocati 83’ | Marcatori | 36’ Marconi |

## Statistiche

### Statistiche di squadra
| Competizione         | Punti | In casa | In casa | In casa | In casa | In casa | In casa | In trasferta | In trasferta | In trasferta | In trasferta | In trasferta | In trasferta | Totale | Totale | Totale | Totale | Totale | Totale | DR  |
| Competizione         | Punti | G       | V       | N       | P       | Gf      | Gs      | G            | V            | N            | P            | Gf           | Gs           | G      | V      | N      | P      | Gf     | Gs     | DR  |
| -------------------- | ----- | ------- | ------- | ------- | ------- | ------- | ------- | ------------ | ------------ | ------------ | ------------ | ------------ | ------------ | ------ | ------ | ------ | ------ | ------ | ------ | --- |
| Serie C              | 56    | 18      | 8       | 6       | 4       | 30      | 18      | 18           | 6            | 8            | 4            | 24           | 19           | 36     | 14     | 14     | 8      | 54     | 37     | +17 |
| Play-off             | -     | 1       |         | -       | 1       | 1       | 3       | 1            | -            | -            | 1            | 2            | 3            | 2      | -      | -      | 2      | 3      | 6      | -3  |
| Coppa Italia         | -     | -       | -       | -       | -       | -       | -       | 2            | 1            | 0            | 1            | 4            | 4            | 2      | 1      | 0      | 1      | 4      | 4      | 0   |
| Coppa Italia Serie C | -     | 4       | 2       | 2       | 0       | 6       | 3       | 3            | 2            | 1            | 0            | 5            | 0            | 7      | 4      | 3      | 0      | 11     | 3      | +8  |
| Totale               | -     | 23      | 10      | 8       | 5       | 37      | 23      | 24           | 9            | 9            | 6            | 35           | 26           | 47     | 19     | 17     | 11     | 72     | 50     | +22 |

### Andamento in campionato
| Giornata  | 1 | 2 | 3  | 4  | 5  | 6  | 7  | 8  | 9  | 10 | 11 | 12 | 13 | 14 | 15 | 16 | 17 | 18 | 19 | 20 | 21 | 22 | 23 | 24 | 25 | 26 | 27 | 28 | 29 | 30 | 31 | 32 | 33 | 34 | 35 | 36 | 37 | 38 |
| --------- | - | - | -- | -- | -- | -- | -- | -- | -- | -- | -- | -- | -- | -- | -- | -- | -- | -- | -- | -- | -- | -- | -- | -- | -- | -- | -- | -- | -- | -- | -- | -- | -- | -- | -- | -- | -- | -- |
| Luogo     | T | - | T  | C  | T  | C  | T  | C  | T  | C  | T  | T  | C  | T  | C  | T  | C  | C  | T  | C  | -  | C  | T  | C  | T  | C  | C  | T  | T  | C  | C  | T  | C  | T  | C  | T  | T  | C  |
| Risultato | N | - | N  | P  | N  | P  | N  | V  | N  | P  | N  | P  | V  | P  | P  | P  | V  | V  | V  | V  | -  | V  | V  | N  | V  | N  | V  | N  | N  | N  | V  | V  | N  | N  | N  | V  | P  | V  |
| Posizione | 8 | - | 14 | 15 | 15 | 16 | 16 | 13 | 13 | 15 | 15 | 16 | 15 | 16 | 16 | 14 | 13 | 12 | 10 | 10 | -  | 9  | 9  | 8  | 7  | 7  | 6  | 6  | 6  | 6  | 5  | 5  | 6  | 6  | 6  | 5  | 5  | 6  |

Legenda:

Luogo: C = Casa; T = Trasferta. Risultato: V = Vittoria; N = Pareggio; P = Sconfitta.

## Giovanili
- Responsabile organizzativo: Nereo Omero Meloni
- Segretario sportivo: Stefano Carlet
- Coordinatore tecnico: Pasquale Casà
- Coordinatore scuola calcio e accademia: Luca Scarcella
- Coordinatore affiliazione e progetti accademia: Federico Lombardi

- Coordinatore scouting Alessandria - Asti: Marco Defrancisci
- Coordinatore scouting Torino: Massimo Lopalco
- Segreteria organizzativa e scuola calcio: Maurizio Stinco
- Segreteria organizzativa e scouting: Saverio Garreffa

- Operatore riprese video: Andrea Siano
- Addetto stampa: Michela Amisano
- Responsabile magazzino: Monica Biorci
- Responsabile magazzino settore giovanile: Gianfranco Sguaizer